# Euscelidius munda
Euscelidius munda är en insektsart som beskrevs av Haupt 1927. Euscelidius munda ingår i släktet Euscelidius och familjen dvärgstritar. Inga underarter finns listade i Catalogue of Life.